# Vương quốc EnenKio
Vương quốc EnenKio là một vi quốc gia nằm gần Quần đảo Marshall, được điều hành bởi Robert Moore.

## Lịch sử
Quần đảo Marshall đã tuyên bố chủ quyền đối với Đảo Wake, nơi được gọi là "Enen-Kio". Năm 1973, các nhà lập pháp người Marshall ở Saipan tại Đại hội Micronesia, cơ quan lập pháp của Lãnh thổ Ủy thác Quần đảo Thái Bình Dương, đã khẳng định rằng "Enen-Kio luôn luôn là tài sản của người dân Quần đảo Marshall". Tuyên bố của họ được dựa trên các truyền thuyết truyền miệng và bài hát của dân bản địa. "EnenKio" có nghĩa là "Đảo hoa cam" và xuất phát từ loài hoa Kio có nguồn gốc từ đảo.
Vương quốc EnenKio tự tuyên bố cũng đã tuyên bố Đảo Wake là một quốc gia có chủ quyền riêng biệt và đã cấp hộ chiếu. Vương quốc EnenKio không được công nhận trong bất kỳ diễn đàn quốc tế nào là một quốc gia có chủ quyền, cũng như không có quốc gia nào được quốc tế công nhận. Năm 1997, Nước tự trị Melchizedek, một tổ chức vi quốc gia có liên quan đến gian lận tài chính, báo cáo rằng quan hệ ngoại giao đã được thiết lập giữa hai nước. Vương quốc EnenKio được mô tả là đã lừa đảo bởi trang web chống gian lận Quatloos!. Năm 2000, Robert Moore, người tự xưng là nguyên thủ quốc gia, đã bị Ủy ban Chứng khoán và Giao dịch Hoa Kỳ ngăn chặn việc phát hành trái phiếu gian lận cho quốc gia không tồn tại.

### Tuyên bố của Quần đảo Marshall
Vào ngày 23 tháng 4 năm 1998, chính quyền Quần đảo Marshall đã ban hành Thông tư 01-98, trong đó bác bỏ mạnh mẽ sự tồn tại của Vương quốc EnenKio và các tuyên bố của Nước tự trị Melchizedek:
Chính phủ Cộng hòa Quần đảo Marshall lên án các tuyên bố và hoạt động được khẳng định bởi các đại diện của "Vương quốc EnenKio" và "Nước tự trị Melchizedek". Các đại diện này đã đưa ra yêu sách về chủ quyền riêng biệt, không phải công dân của Cộng hòa Quần đảo Marshall, và không có quyền đưa ra yêu sách thay mặt cho các chủ đất Marshall. Hơn nữa, những người đại diện này đang đưa ra những khẳng định gian dối vi phạm hiến pháp của Cộng hòa Quần đảo Marshall. Khu vực đất liền và đại dương mà "Vương quốc EnenKio" khẳng định là một quốc gia có chủ quyền tách biệt khỏi Quần đảo Marshall và khu vực đất liền và đại dương mà "Nước tự trị Melchizedek" đang khẳng định quyền kiểm soát là những khu vực nằm trong ranh giới địa lý và chính trị của Cộng hòa Quần đảo Marshall.— Bộ Ngoại giao Cộng hòa Quần đảo Marshall, Ghi chú Thông tư 01-98